# Tuvaluische Fußballauswahl
Die tuvaluische Fußballauswahl ist die „Fußballnationalmannschaft“ des pazifischen Inselstaates Tuvalu.
Der Verband von Tuvalu ist kein Mitglied des Weltfußballverbandes FIFA. Daher kann sich die Auswahl nicht für Fußball-Weltmeisterschaften qualifizieren. Als assoziiertes Mitglied des Kontinentalverbands OFC nahm die Mannschaft 2007 erstmals an der Qualifikation zur Ozeanienmeisterschaft teil. Da die Qualifikation zum OFC-Nationen-Pokal (Südpazifikspiele 2007) zugleich als Weltmeisterschaftsqualifikation galt, war Tuvalu das erste Nicht-FIFA-Mitglied, das – indirekt – an der Qualifikation zur Fußball-Weltmeisterschaft teilnahm.
Im September 2008 besuchten der tuvaluische Premierminister Apisai Ielemia und der Präsident der Tuvalu National Football Association, Tapugao Falefou, das FIFA-Hauptquartier in Zürich in der Hoffnung, die volle Mitgliedschaft in der Organisation zu erreichen. 2011 war der niederländische Trainer Foppe de Haan Trainer der Auswahl, danach übernahm Leen Looijen das Amt.
Bei den Pazifikspielen 2011 erzielte die Mannschaft vier Punkte, was ihr bislang bestes Resultat darstellt.

## Teilnahmen an Fußball-Weltmeisterschaften
- 1930 bis 2006 – nicht teilgenommen
- 2010  Südafrika – teilgenommen an der Qualifikation, jedoch nicht für die Endrunde qualifiziert und spielberechtigt
- 2014–2026 – nicht teilgenommen

## Teilnahmen am OFC Nations Cup
- 1973 bis 2004 – nicht teilgenommen
- 2008 – nicht qualifiziert
- 2012  – nicht teilgenommen
- 2016  – nicht teilgenommen
- 2020  – wg.  COVID-19-Pandemie abgesagt
- 2024 / – nicht teilgenommen

## Teilnahmen an den Pazifikspielen
- 1963 – 1975 – nicht teilgenommen
- 1979  Fidschi – Trostrunde um den 5. Platz (Ergebnis unbekannt)
- 1983 – 1995 – nicht teilgenommen
- 2003  Fidschi – Vorrunde
- 2007  Samoa – Vorrunde
- 2011  Neukaledonien – Vorrunde
- 2015  Papua-Neuguinea – nicht teilgenommen
- 2019  Samoa – Vorrunde
- 2023  Salomonen – 9. Platz

## Trainer
- Kokea Malu (1979)
- Tim Jerks (2003)
- Toakai Puapua (2006–2010)
- Foppe de Haan (2011)
- Leen Looijen (2013)
- Frank Bakermans (2016)[2][3]
- Taukiei İtuaso (2016–2018)
- Lopati Taupili (2018)
- Mati Fusi (2018–)